# Batalla de Montblanch
La batalla de Montblanch se libró en 1649 durante la sublevación de Cataluña. En ella se enfrentaron las tropas francesas y españolas en Montblanch (Cuenca de Barberá), saliendo victoriosos los últimos.

## Antecedentes
El 12 de julio de 1648, las tropas francesas habían ocupado la ciudad de Tortosa, al año siguiente las tropas españolas llevaron a cabo una ofensiva con el fin de contrarrestar su avance.
En 1649, salió de Lérida una columna formada por 7000 soldados de infantería y 3000 de caballería comandados por el duque de Alburquerque. Este ejército ocupó las poblaciones de Vimbodí, el Monasterio de Poblet, Cabra del Campo, Valls, Constantí, Torredembarra, Villanueva y Geltrú y Sitges. Poco después tuvo lugar la batalla de Villafranca el 17 de octubre, también con victoria del duque.

## La batalla
En la madrugada del 14 de noviembre de 1649, el ejército castellano entró en la Cuenca de Barberá, donde les llegaron noticias de que tropas francesas se habían fortificado en la iglesia de Santa María de Montblanch. El ejército del Duque de Alburquerque entró en la villa ducal y puso asedio a la iglesia, convertida en plaza fuerte por los franceses. El enfrentamiento fue muy violento, con un intercambio constante de fuego. Finalmente, los asaltantes consiguieron echar abajo la puerta principal de la iglesia y entrar a sangre y fuego en el edificio. Los españoles acabaron alzándose con la victoria.